# 7349 Ернестмаес
7349 Ернестмаес (7349 Ernestmaes) — астероїд головного поясу, відкритий 18 серпня 1993 року.
Тіссеранів параметр щодо Юпітера — 3,371.